# Asceles mancinus
Asceles mancinus är en insektsart som först beskrevs av John Obadiah Westwood 1859.  Asceles mancinus ingår i släktet Asceles och familjen Diapheromeridae. Inga underarter finns listade i Catalogue of Life.